# Norrköping (đô thị)
Đô thị Norrköping (Norrköpings kommun) là một đô thị ở hạt Östergötland, đông nam Thụy Điển. Thủ phủ là thành phố Norrköping với 90.000 dân.
Theo cuộc cải cách chính quyền địa phương năm 1971, thành phố Norrköping đã được sáp nhập với đô thị nông nghiệp Skärblacka để tạo ra đô thị mới. Năm 1974 Vikbolandet được bổ sung vào.

## Các trung tâm dân cư
Các địa danh với dân số hơn 200 người vào năm 2000:
- Herstadberg
- Jursla
- Kimstad
- Krokek
- Lindö
- Ljunga
- Loddby
- Norrköping (thủ phủ)
- Norsholm
- Simonstorp
- Skärblacka
- Strömsfors
- Svärtinge
- Vånga
- Åby
- Åselstad
- Öbonäs
- Östra Husby